# Frank Tidy
Frank Tidy (* 17. Mai 1932 in Liverpool, Vereinigtes Königreich; † 27. Januar 2017 in Kent) war ein britischer Kameramann beim überwiegend nordamerikanischen Film und Fernsehen.

## Leben und Wirken
Tidy begann seine Laufbahn in den 1950er Jahren als Stop-Motion-Kameramann für ein in London beheimatetes Trickfilmstudio. In dieser Funktion war der Mann aus Liverpool 1963 ungenannt auch an dem James-Bond-Film Liebesgrüße aus Moskau beteiligt. 1965 gründete er mit Roger Woodburn und Peter Biziou eine eigene kleine Produktionsfirma, die Valley Films. Anschließend widmete sich Tidy vor allem der Fotografie von Fernsehwerbung, wo er eine Fülle (rund 150 Stück) von Clips unter der Regie von Ridley Scott fotografierte. Als Scott 1976 zur Filmregie wechselte, holte dieser Frank Tidy zu sich, und beide drehten gemeinsam den Film Die Duellisten, der bei der Kritik ein ausgesprochen wohlwollendes Echo fand und Tidy überdies eine BAFTA-Nominierung einbrachte.
Seit den frühen 1980er Jahren in Hollywood ansässig, fotografierte Tidy für das Kino wie für das Fernsehen eine Fülle von sehr konventionellen Unterhaltungsfilmen – neben Dramen und Melodramen auch oft actionhaltige Ware mit Genrestars wie Sylvester Stallone, Steven Seagal und Chuck Norris –, die jedoch kaum mehr einen künstlerischen Anspruch an den Tag legten. Kurz nach der Jahrtausendwende ließ Frank Tidy seine Karriere allmählich ausklingen, und er zog sich, zuletzt an Demenz erkrankt, in sein Haus in der englischen Grafschaft Kent zurück, wo er Anfang 2017 verstarb.

## Filmografie (Auswahl)
- 1977: Die Duellisten (The Duellists)
- 1980: The Lucky Star
- 1982: Der Fuchs (The Grey Fox)
- 1983: Spacehunter – Jäger im All (Spacehunter: Adventures in the Forbidden Zone)
- 1984: Cusack – Der Schweigsame (Code of Silence)
- 1984: Das mörderische Paradies (The Mean Season)
- 1985: Wenn Träume wahr wären (One Magic Christian)
- 1985: Sweet Liberty
- 1986: John and the Missus
- 1987: Mr. Alligator... See you later (Hot Pursuit)
- 1987: Raggedy – Eine Geschichte von Liebe, Flucht und Tod (The Raggedy Rawney)
- 1988: Ein Tag im April (April Morning)
- 1988: Die Killer-Brigade (The Package)
- 1989: Mit dem Tod verbunden (Sorry, Wrong Number)
- 1989: Blutige Skizzen (Final Notice)
- 1989: Rendezvous mit einer Mörderin (Personals)
- 1989: Billys Tod (The Kissing Place)
- 1990: Das Leben ist schön (The Last Best Year)
- 1990: Hitler’s Daughter
- 1990: Der Mann ihrer Träume (The Butcher’s Wife) (auch Filmrolle)
- 1991: Stop! Oder meine Mami schießt! (Stop! Or My Mom Will Shoot)
- 1992: Alarmstufe: Rot (Under Siege)
- 1992: Mit den Augen eines Mörders (Through the Eyes of a Killer)
- 1993: Heimkehr nach Medicine River (Medicine River)
- 1994: Der letzte Paß (One More Mountain)
- 1994: Wagons East!
- 1995: Black Fox
- 1995: Different Minds – Feindliche Brüder (Steal Big, Steal Little)
- 1996: Schwer verdächtig (Getting Away With Murder)
- 1996: Außer Kontrolle (Chain Reaction)
- 1996: Harlem, N.Y.C. – Der Preis der Macht (Hoodlum)
- 1997: Der dritte Zwilling (The Third Twin)
- 1998: Dead Husbands
- 2000: Der Flug der Rentiere (The Christmas Secret)
- 2001: Jewel
- 2004: Some Things That Stay